# یولیا لیپنیتسکایا
یولیا لیپنیتسکایا (به روسی: Юлия Липницкая) ورزشکار زن رشتهٔ پاتیناژ نمایشی اهل کشور روسیه است. او همراه با تیم ملی روسیه در بازی‌های المپیک زمستانی ۲۰۱۴ برندهٔ مدال طلای این رقابتها شد. او قهرمان انفرادی زنان در مسابقات اروپایی اسکیت نمایشی ۲۰۱۴ نیز هست.